# 25058 Shanegould
25058 Shanegould (1998 QO63) là một tiểu hành tinh vành đai chính được phát hiện ngày 25 tháng 8 năm 1998 bởi J. Broughton ở Reedy Creek Observatory.